# Peter O. Müller
Peter O. Müller (* 7. Dezember 1955 in Nürnberg) ist ein deutscher Sprachwissenschaftler und Hochschullehrer.

## Leben
Nach der Promotion zum Dr. phil. 1990 und der Habilitation 1998 wurde er 1998 Privatdozent in Erlangen-Nürnberg und 2003 außerplanmäßiger Professor.
Seine Forschungsschwerpunkte sind historische deutsche Sprachwissenschaft, Lexikologie, Lexikographie und Wörterbuchforschung, Wortbildung, Sprachwandel, Fachsprachenforschung, Stadtsprachenforschung, Sprachkontaktforschung und Variationslinguistik.

## Schriften (Auswahl)
- Substantiv-Derivation in den Schriften Albrecht Dürers. Ein Beitrag zur Methodik historisch-synchroner Wortbildungsanalysen. Berlin 1993, ISBN 3-11-012815-2.
- Deutsche Lexikographie des 16. Jahrhunderts. Konzeptionen und Funktionen frühneuzeitlicher Wörterbücher. Tübingen 2001, ISBN 3-484-36049-6.